# Aeroporto di Gibilterra
L'Aeroporto di Gibilterra (in inglese Gibraltar Airport o Airport of Gibraltar, in spagnolo Aeropuerto de Gibraltar) è un aeroporto civile e militare che serve il territorio britannico di Gibilterra.

## Storia
L'Aeroporto di Gibilterra venne costruito nel 1939 per ospitare una pista di emergenza della Royal Navy Fleet Air Arm, la componente aerea della Royal Navy a 500 m dal confine con la Spagna.
Grazie ad un accordo con la Spagna, dal 2 dicembre 1987 è diventato anche di uso civile. Un progetto per il terminal nord per la città spagnola adiacente di La Línea de la Concepción è stato bloccato dal primo ministro di Gibilterra, Joe Bossano. Un altro accordo firmato a Cordova nel 2006 tra Regno Unito, Spagna e Gibilterra ha consentito l'atterraggio del primo aereo spagnolo della compagnia Iberia a Gibilterra diretto a Madrid-Barajas, dato che fino ad allora le destinazioni erano Malta e il Regno Unito.
La curiosità dell'aeroporto risiede nel fatto che l'unica pista è attraversata proprio a metà dalla strada principale della città, la Winston Churchill Avenue, che veniva ogni volta chiusa temporaneamente con l'abbassamento dei passaggi a livello per permettere agli aerei di atterrare e decollare. Il 31 marzo 2023 è stato aperto un nuovo collegamento sotterraneo, e la pista è da allora chiusa al traffico.

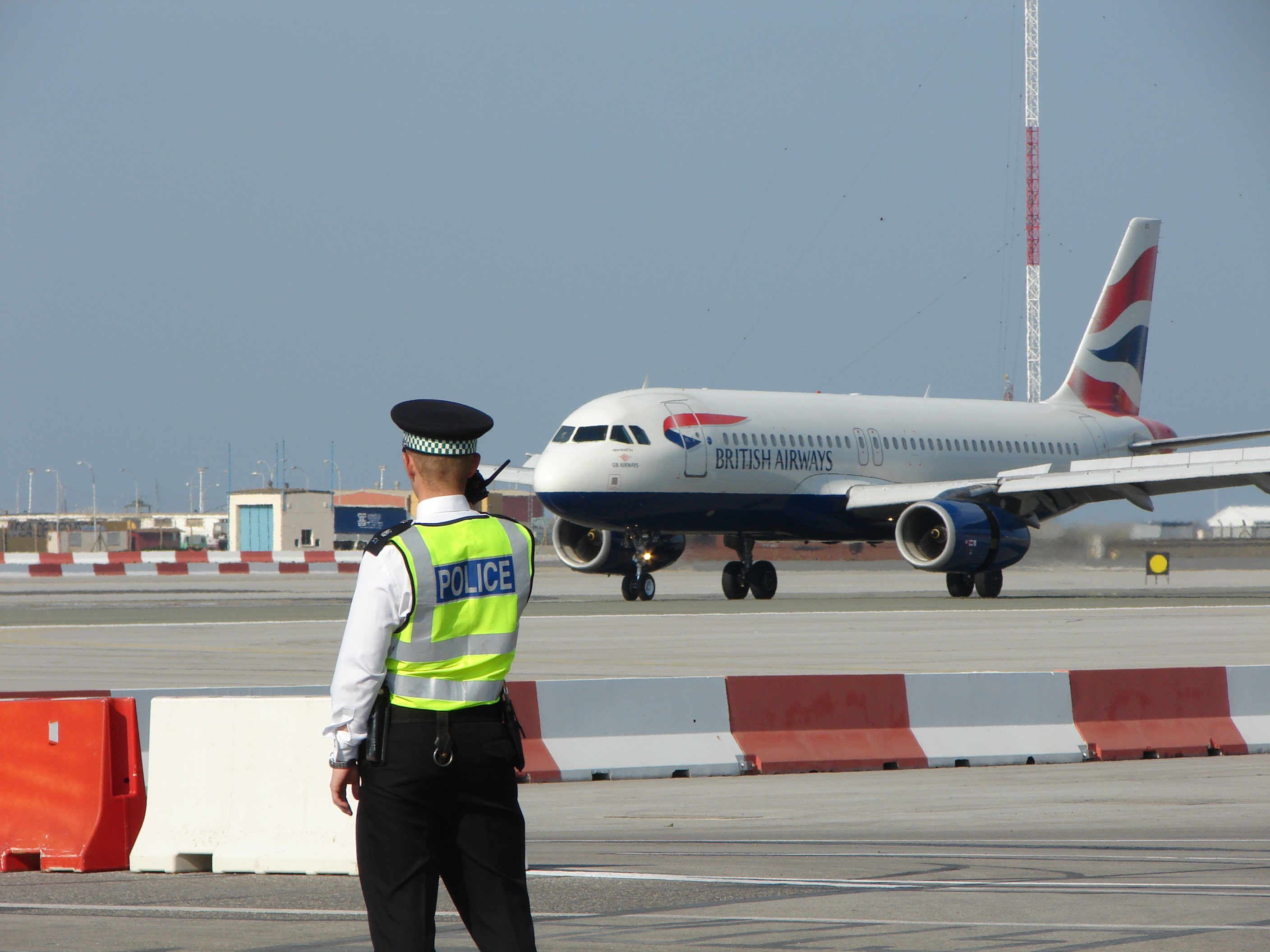
Un aereo della British Airways nell'aeroporto di Gibilterra.

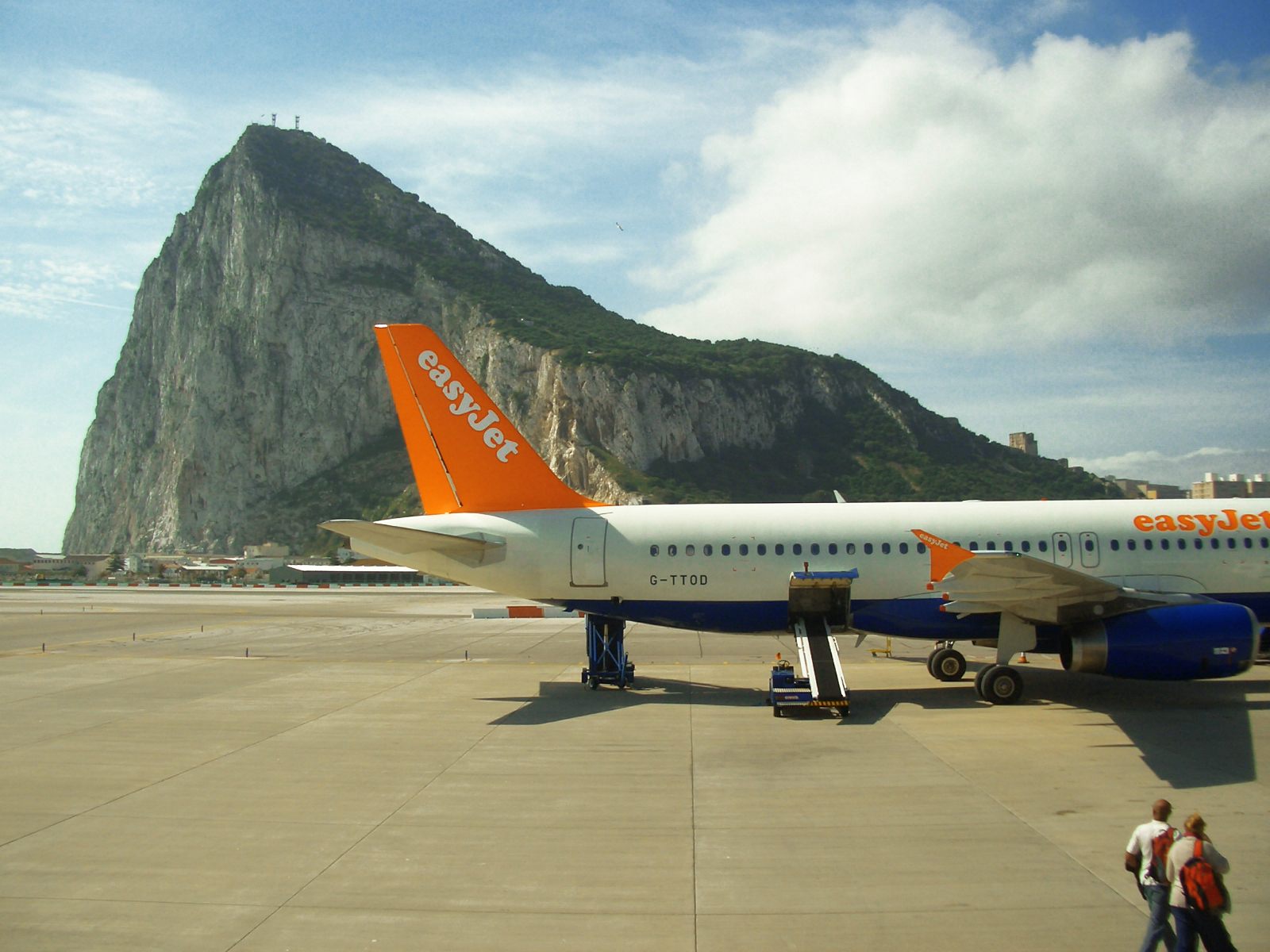
Un aereo della easyJet nell'aeroporto di Gibilterra.

## Galleria d'immagini

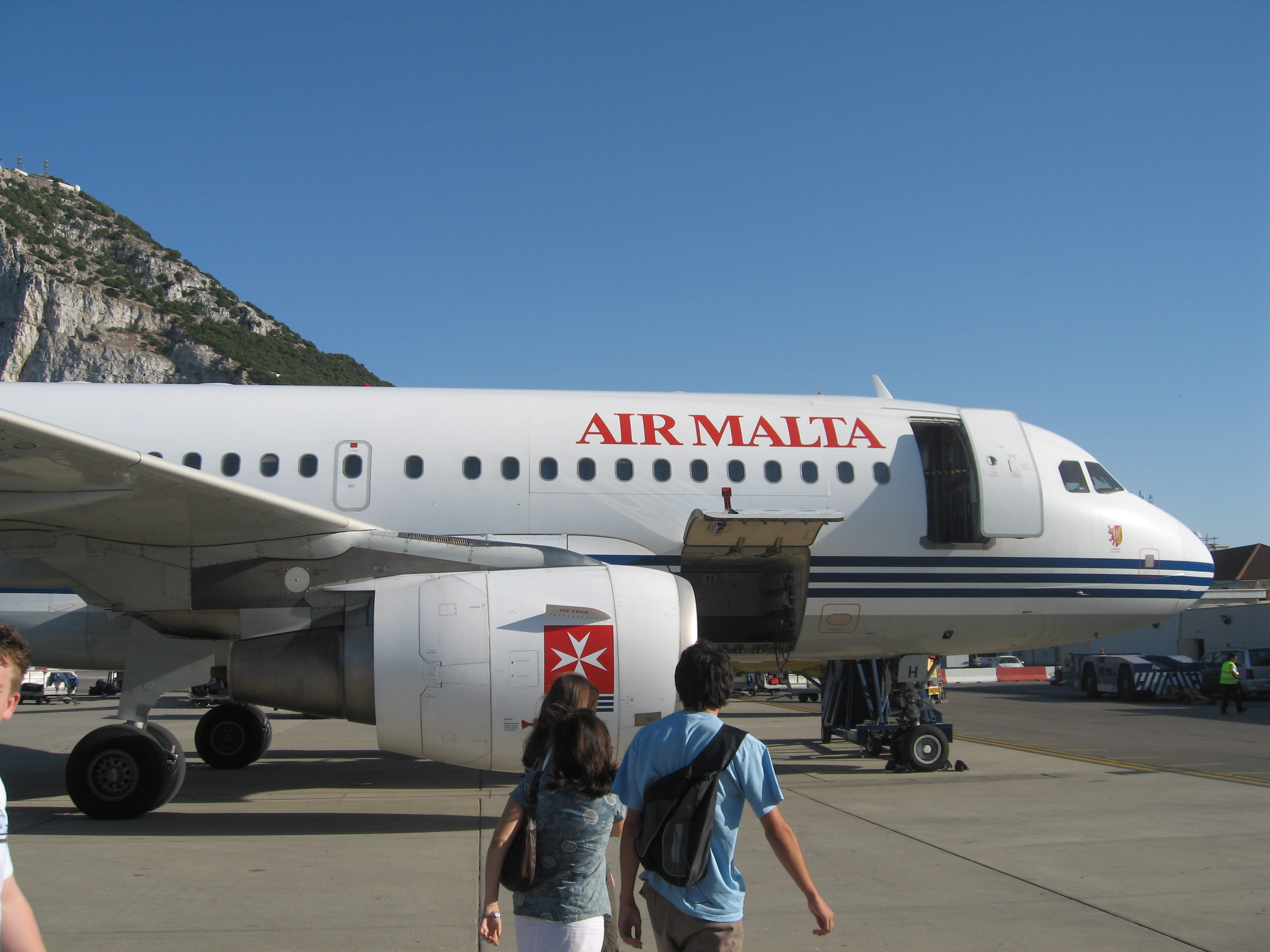
Air Malta nell'aeroporto di Gibilterra.
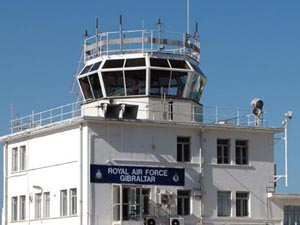
Torre di controllo e sede della RAF di Gibilterra.
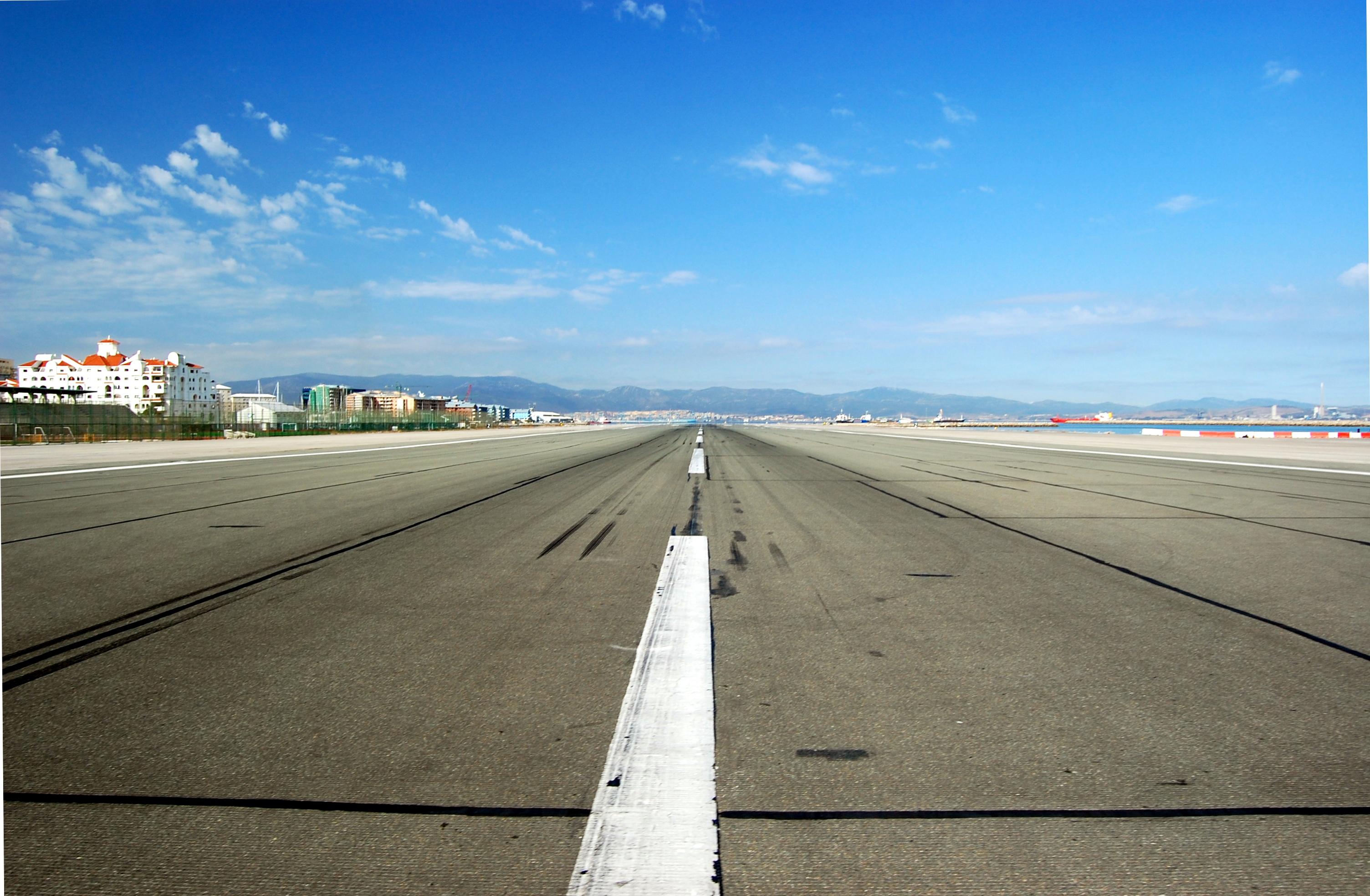
Pista dell'aeroporto